# ダゴ
ダゴ（英語: Dago）は南ヨーロッパ系の国々の住人に対する侮蔑語。イギリスやアメリカなどの英語圏で用いられる。

## 語源
恐らく起源はカスティーリャ語での一般的な男性名「ディエゴ」（Diego）に由来すると考えられている。
アメリカではスペイン系やポルトガル系が少ない事もあってイタリア系アメリカ人を指す場合が多いが、イギリスではイベリア住民を揶揄する場合に用いられる。